# Benjamin Védrines
Pour les articles homonymes, voir Védrines.
Benjamin Védrines, né le 25 juin 1992 à Die (Drôme), est un alpiniste et grimpeur français. 
Il est l'homme le plus rapide du monde sur un sommet de plus de 8 000 mètres.

## Biographie
Benjamin Védrines grandit à Châtillon-en-Diois, dans une fratrie de cinq. Sa mère est secrétaire médicale et son père, médecin, est élu départemental. Ils ont pratiqué l'alpinisme.
Il découvre l'alpinisme à 16 ans ainsi que le ski de pente raide. Il réalise sa première course de haute montagne (voie Escarra, sommet Nord de l'Olan, 3 440 m, PD+) en 2008 avec Pierre-Emmanuel Robin, un éleveur passionné de montagne.
Après l'obtention de son baccalauréat, il part faire des études de sport à Gap mais quitte l'université au bout de trois semaines pour aller au Népal. Il y fait le tour des Annapurna en solitaire et passe quelques jours dans le Langtang.
Il effectue ensuite des petits boulots et finit par intégrer l'école des guides de Chamonix. En 2012, à 20 ans, pour les 50 ans de la voie, il gravit avec Mathieu Perrussel la face Nord directe de la Meije (TD+). En 2013 il ouvre et descend seul à ski la ligne Bonnaski en face Nord-Est du pic Coolidge (5.3+). Il obtient son examen probatoire de guide cette même année.
En avril 2016, il participe avec le Groupe excellence alpinisme national (GEAN) de la FFCAM à une expédition de 17 jours sur le glacier Ruth en Alaska. Après une répétition de la goulotte Trailer Park (WI6, M6+, 1 000 m), il participe à l'ascension du pilier est du Bradley (5.9, 1 600 m).
Benjamin Védrines est également guide de haute montagne de l'UIAGM et diplômé de l'ENSA en 2016. Il combine sa passion de la montagne avec le parapente.
Il entre en 2017 au Groupe militaire de haute montagne, qu'il quitte au bout d'un an pour conserver davantage de liberté.
Du 16 au 18 octobre 2017, il réalise avec Mathieu Détrie et Pierre Labre la première ascension de la face nord-est du Pandra, un sommet de 6 700 m méconnu à l'est de la région du Kangchenjunga au Népal. Cette nouvelle voie qu'ils nomment Peine Plancher est constituée de 1 200 m de glace et placages (W16, M6, ED),.
Du 24 au 25 décembre 2017, avec Léo Billon et Max Bonniot, il réalise en hivernale la voie Emil Soller-Gustave dans la face nord de la Civetta aux Dolomites. Cette ascension est faite dans le cadre du Groupe militaire de haute montagne qu'il a intégré au cours de l'année.
En 2018, toujours dans le cadre du Groupe militaire de haute montagne, il gravit avec Léo Billon la voie du Nose Nose In A Day au Yosemite (El Capitan) en 8 h 40.
En octobre 2019, il tente avec Nicolas Jean une première sur la face nord-est du Chamlang en style alpin avec un bivouac. Ils gravissent le couloir nord-est (1 500 m, M3/M4, 65°) jusqu'à la cote 7 240 avant de se replier.
Au cours de l'année 2020, grâce à l'utilisation du parapente comme moyen de descente, il réussit des enchaînements records dans le massif des Écrins. Le 1er juin, en six heures, depuis le parking du pré de Madame Carle, il gravit successivement le dôme de Neige des Écrins et le Pelvoux. Le 28 juillet, depuis l'église de La Grave, il fait l'ensemble de la traversée de la Meije avec un retour au point de départ 4 h 38 plus tard, sans utilisation du parapente.
En mai 2021, il parcourt Raide d’Écrins, 55° du Sud au Nord, un tracé qu'il a imaginé pour relier le Valgaudemar à la vallée voisine de la haute Romanche. Les 10 600 m de dénivelé positif se réalisent en trois jours en empruntant dix pentes raides.

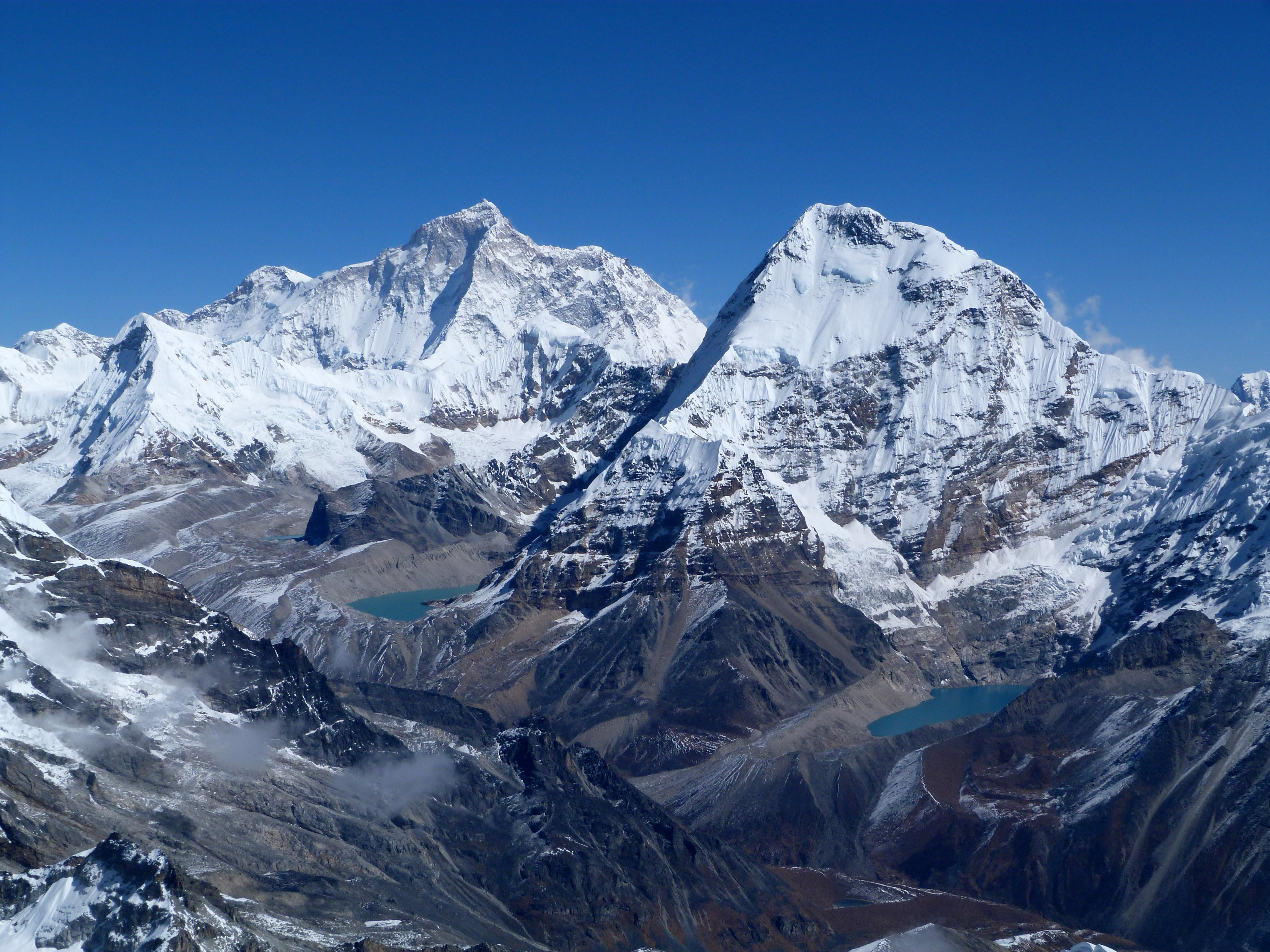
Le Chamlang (à droite).

Du 10 au 13 octobre 2021, il ouvre en quatre jours avec Charles Dubouloz une nouvelle voie dans la face nord du Chamlang. À l'ombre du mensonge est un itinéraire engagé entre la voie tchèque de 2019 et le pilier nord. Le nom de la voie est une initiative pour ouvrir un débat sur la véracité des données techniques des voies ouvertes en Himalaya. Le 12 octobre, ils se dressent au sommet à 7 319 m. Cotée 5+, M5+, 90°, 1 600 m, la voie ouverte est l'une des réalisations majeures de l'année dans l'Himalaya,.
Du 12 janvier au 9 février 2022, il réalise la première trilogie avec Léo Billon et Seb Ratel des trois grandes faces nord des Alpes (Eiger, Jorasses, Cervin) par les voies directissimes : voie Harlin à l'Eiger, directe de l'Amitié aux Jorasses, Gogna au Cervin.
Le 1er mars 2022, il réalise avec Nicolas Jean la première traversée non-stop du massif des Écrins à ski, du lac de Serre-Ponçon à La Grave en 28 heures pour 100 km et 10 000 mètres de dénivelé.

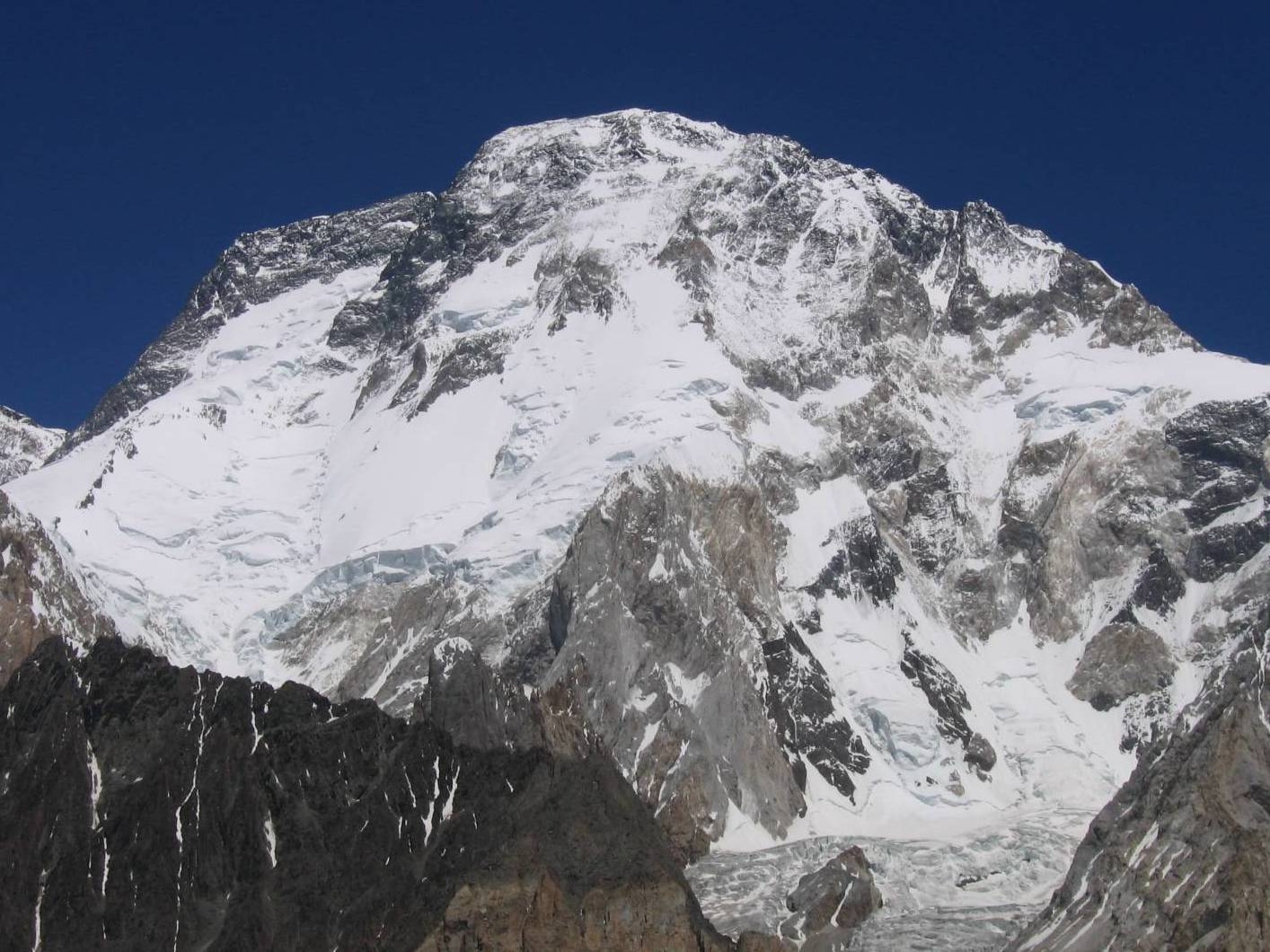
Broad Peak.

Durant l'été 2022, Benjamin Védrines réalise l'ascension du Broad Peak (8 051 m) au Pakistan en 7 h 28 suivie d'une descente en parapente. Neuf jours plus tard, il tente le K2 mais perd connaissance à 8 400 m. Il est retrouvé par d'autres alpinistes qui lui permettent de redescendre. C'est François Cazanelli, alpiniste, guide et secouriste italien qui lui sauve la vie.
En 2023, Benjamin Védrines marque l'actualité alpine par la somme de ses réalisations. Il débute l'année par la traversée du Queyras à ski les 6 et 7 janvier, soit 12 330 mètres de dénivelé pour 138 km en deux jours. Avec Nicolas Jean et Julien Cruvelier de Luze, les 28 et 29 janvier, il ouvre une goulotte dans la barre des Écrins, De L'Or en Barre (1 000 m, M7 max, A1, 5+ en glace, ED+). Le 15  février, avec Léo Billon, ils gravissent en quinze heures depuis Chamonix la mythique voie de Serge Gousseault et René Desmaison pour atteindre le sommet des Grandes Jorasses. Le 21 mars, il réalise une traversée à ski dans le massif des Écrins avec l’enchaînement de trois sommets majeurs du massif : le Pelvoux, le dôme des Écrins et la Meije orientale, à la journée, pour un cumul de dénivelé avoisinant les 7 000 m. Le 10 avril, il bat le record Chamonix - Zermatt en ski en 14 h 54 avec Samuel Equy.

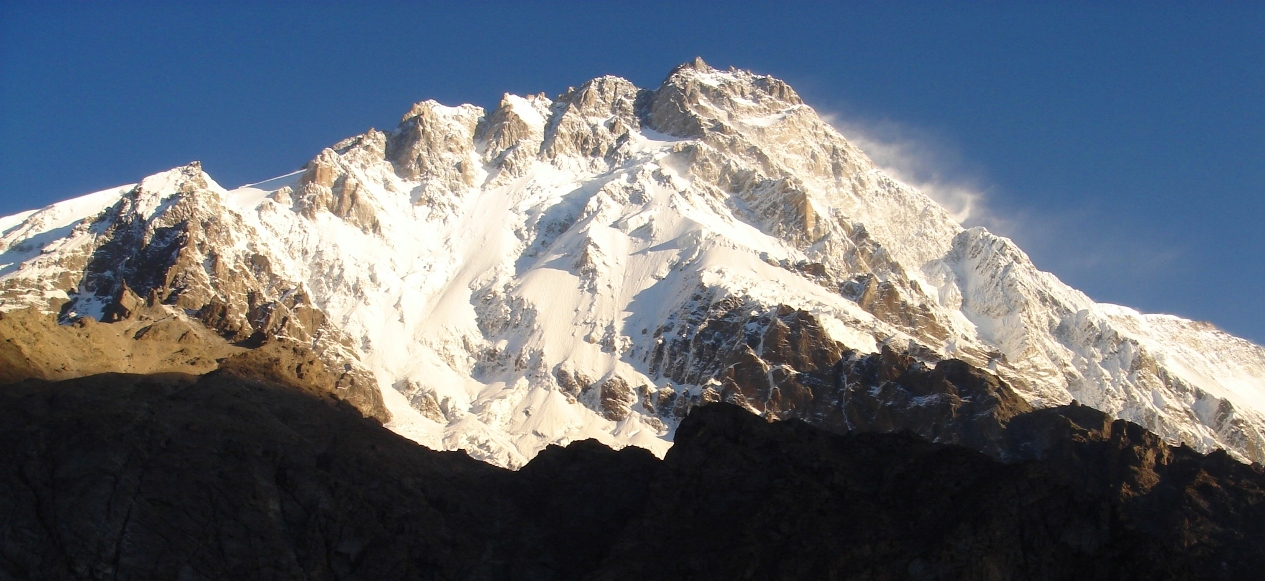
Nanga Parbat, versant Rupal.

Le 23 juin 2023, avec David Goettler, Benjamin Védrines tente de gravir en style alpin le Nanga Parbat (8 126 m, Pakistan) par le versant du Rupal. À 7 500 m d'altitude, la cordée s'arrête ; David Goettler est trop faible pour poursuivre. Ils réalisent ensemble la descente malgré l'opportunité pour Benjamin Védrines d'une nouvelle tentative en solitaire le lendemain depuis 7 100 m.

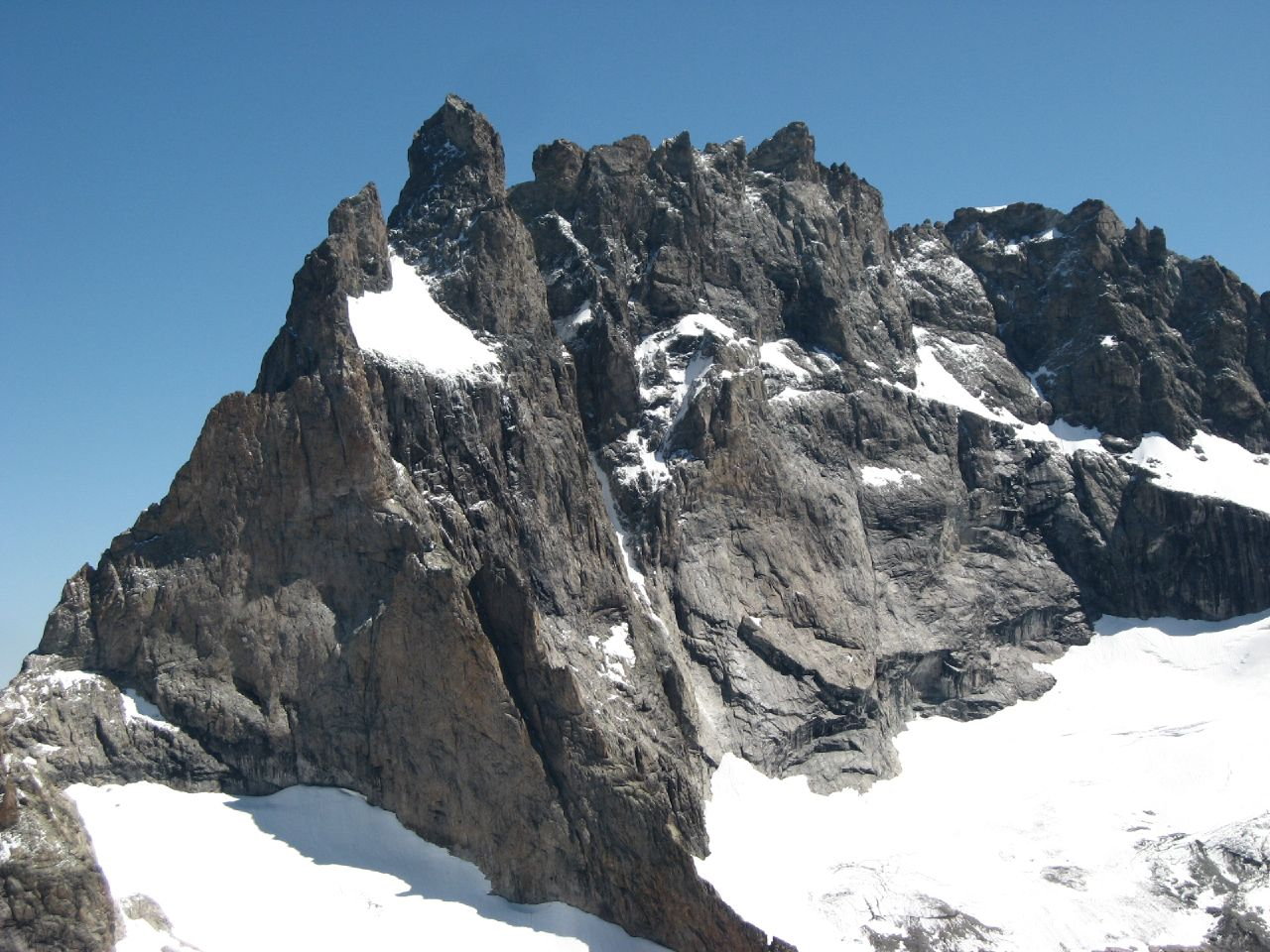
Grand pic de La Meije.

Le 10 juillet 2023, il réalise l'intégrale de Peuterey en solitaire en 6 h 51, établissant le nouveau temps de référence. Le 27 juillet, il grimpe en solo intégral la voie Madier sur l'aiguille Dibona (3 130 m), depuis le parking en 1 h 24. Le 11 août, il achève avec Nicolas Jean et Julien Cruvellier de Luze l'ouverture de Pulsations sur la 4e dent de la Meije (650 m, ED+, 7c+ max, 7a obligatoire), débutée deux ans auparavant avec Nicolas Jean.

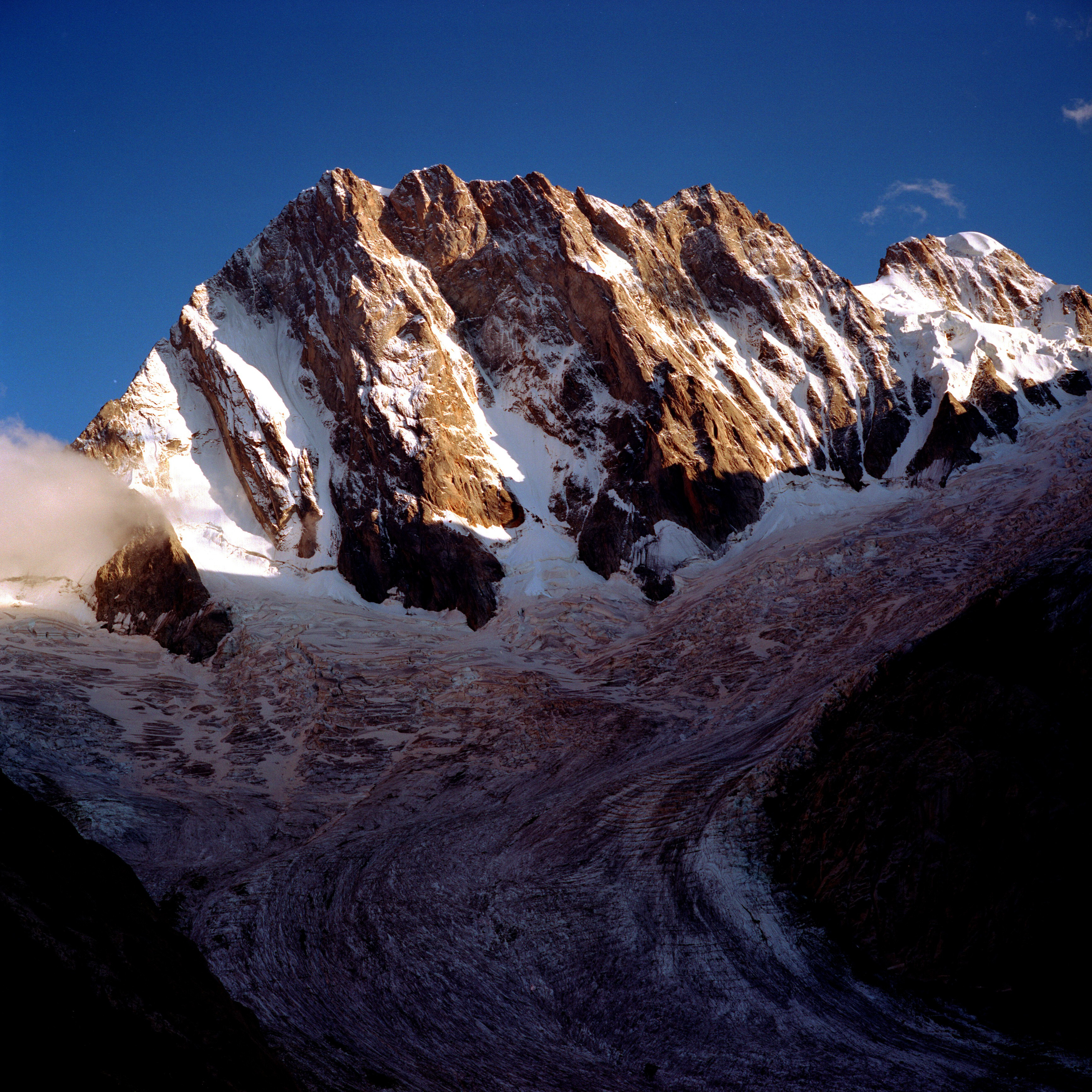
Face nord des Grandes Jorasses.

Du 29 au 31 janvier 2024, son enchaînement Drus-Droites-Jorasses, avec Léo Billon, marque une étape dans l'histoire de l'alpinisme. En couverture du magazine Vertical, un long article les qualifie d'« alpinistes du futur ». La cordée française a enchaîné trois ascensions emblématiques en trois jours : la face nord des Drus par la voie des guides en moins de 10 heures, pour la première fois à la journée, puis la voie Rhem-Vimal en face nord des Droites en 7 h 14 et enfin la voie No Siesta en face nord des Grandes Jorasses en 12 heures.
Le 18 février 2024, avec Nicolas Jean, Benjamin Védrines a grimpé et skié dans la journée cinq faces de la montagne des Agneaux (3 664 m), au cœur du massif des Écrins. Ce nouvel enchaînement de 6 000 mètres de dénivelé a été réalisé en 15 heures.
Le 21 février 2024, toujours en compagnie de Nicolas Jean, il enchaîne en ski de pente raide la face sud de l'Ailefroide (5.2), la face sud du pic Sans Nom (première répétition, 5.2) et la face Sud du Pelvoux (rochers Rouges, 5.2) en 14 h 30 pour 5 000 m de dénivelé.
En préparation de son ascension du K2, programmée en juillet 2024, il boucle en deux jours le tour intégral de la vallée de Serre Chevalier les 1er et 2 mars 2024. Il parcourt seize sommets sur 110 km pour 11 850 m de dénivelé. Le 26 mai puis le 28 mai 2024, Benjamin Védrines et Nicolas Jean skient en pente raide la voie des Plaques en face nord ouest de l'Ailefroide puis ouvrent un nouvel itinéraire sur l'Ailefroide orientale. À côté de la plaque est cotée 5.5, E4. Le 6 juin 2024, ils poursuivent cette saison exceptionnellement enneigée par quatre descentes de couloirs en versant nord de la Meije dans les Écrins : le Z, le Gravelotte, les Corridors depuis le Doigt de Dieu et la face nord directe de la Meije orientale, le tout en 16 heures pour un total de 4 000 m de dénivelé.
La websérie Back to K2 réalisée par Benjamin Védrines retrace son entraînement pour tenter l'ascension du K2 à la journée. L'épisode 1 relate sa préparation physique et mentale aux limites de l’effort, avec Léo Viret pour l'aspect physique et Fabien Dupuis pour l'aspect mental. L'épisode 2 est consacré à la préparation d'un vol en parapente depuis le sommet du K2 avec le parapentiste Jean-Baptiste Chandelier. Le troisième épisode traite du défi face au risque de l'hypoxie avec l'apnéiste Guillaume Néry.
Mi-avril 2024, à l'occasion du 27e festival du film « Aventure & Découverte » de Val-d'Isère, une conversation est organisée par Alpine Mag entre Sylvain Tesson et Benjamin Védrines lors de l'une de ses séances d'entraînement matinal. À ski, entre le col de l'Iseran et le refuge du Fond des Fours, l'écrivain voyageur et le guide de haute montagne partagent leur vision de l'alpinisme. À propos de son record de vitesse le 10 juillet 2023 sur l'intégrale de Peuterey, Benjamin Védrines s'exprime : « Je l’ai déjà fait avec un client en trois jours donc je sais ce que représente cette lenteur. Aujourd’hui j’ai cet élan d’énergie, cette capacité de vitesse qui ne sera pas éternelle et dont j’ai envie de profiter pour aller explorer de nouvelles choses ». À propos de la vitesse, il complète : « Le problème de ce cheminement, c’est qu’il peut conduire à une forme de solitude. Avec les années, le fossé se creuse avec la plupart des autres alpinistes. Certains confrères prennent la voie familiale ou professionnelle et sont obligés d’abandonner leurs rêves d’adolescent. On est nettement moins nombreux à prendre une direction comme la mienne qui est plus instable parce qu’il faut trouver des sponsors, être imaginatif, faire des projets, s’entrainer sans certitude de réussir… Et tu es tout seul ». Il ajoute un peu plus tard : « Dans ma vallée au Monêtier, il y a des anciens qui ne sont jamais partis et arrivent à s’émerveiller des mêmes montagnes rien qu’avec la variation des saisons, des lumières. Et quand je pars à skis je m’émerveille toujours de toute cette beauté ».

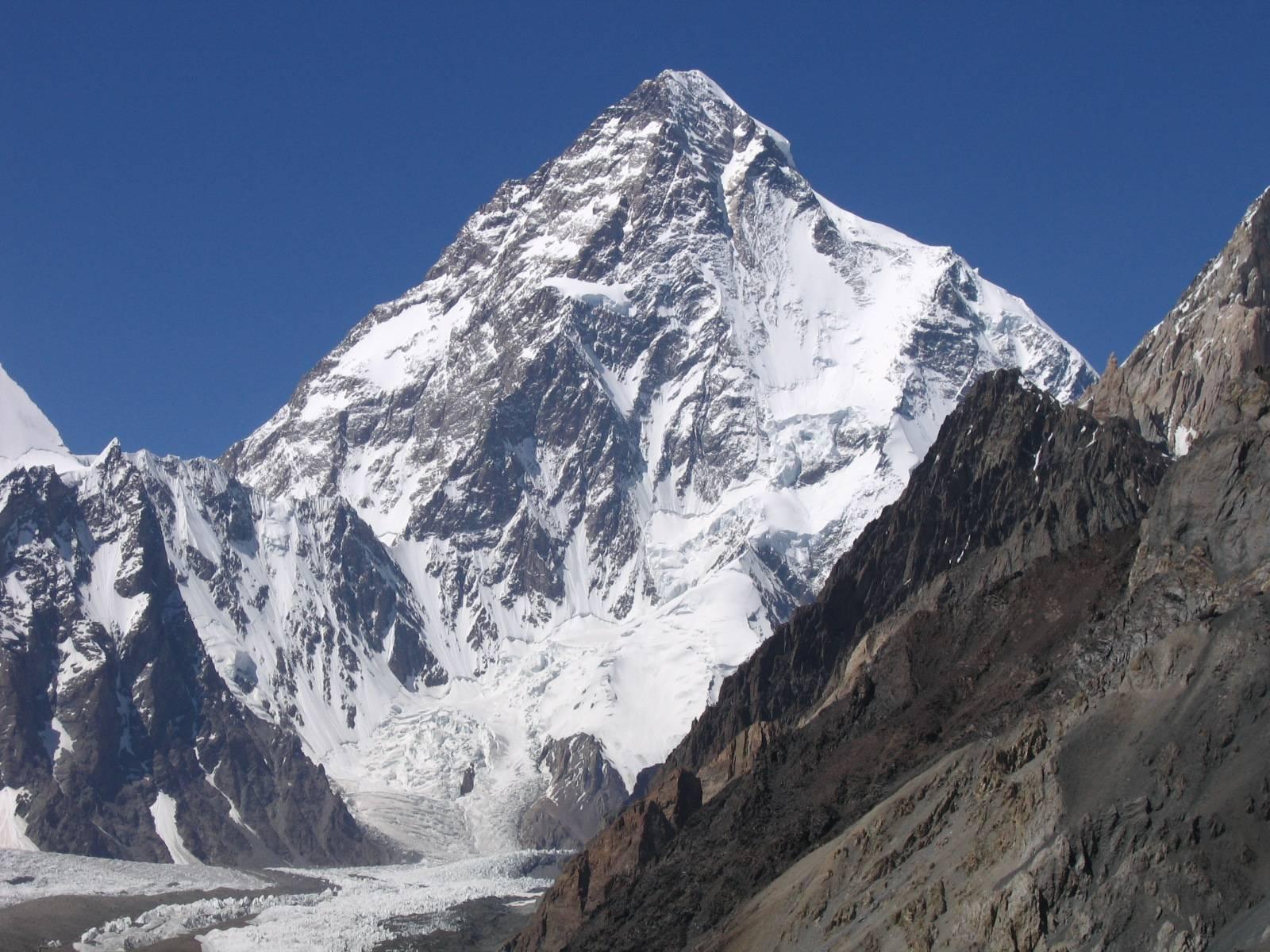
K2, voie normale par l'éperon des Abruzzes.

Fin juin 2024, Benjamin Védrines débute son expédition pour sa tentative d'ascension record à la journée au K2. Après plusieurs semaines d'acclimatation dans des conditions météorologiques difficiles, il réalise sans oxygène le 28 juillet 2024 en 10 heures, 59 minutes et 59 secondes le record de l'ascension du K2. Parti à 0 h 10 du camp de base avancé, lieu de référence du précédent record de Benoît Chamoux en 23 heures en 1986, il se dresse au sommet de la deuxième plus haute montagne du monde à 11 h 10, deux ans, jour pour jour, après son black-out à 8 400 m sur ce même itinéraire.
Au cours de l'ascension, à 8 100 m, sous le Bottleneck, Benjamin Védrines croise la cordée de Liv Sansoz et Bertrand « Zebulon » Roche, partis de nuit du camp 3, qui accèdent sans oxygène au sommet, le même jour, à 15 h 55. Il retrouve également vers 8 400 m Jean-Yves « Blutch » Fredriksen, parti la veille depuis sa tente à 6 600 m par la voie des Basques, qui a atteint également le sommet du K2 ce 28 juillet 2024 vers 14 h en solo, style alpin et sans oxygène, par l’éperon Cesen.
Benjamin Védrines n'est pas en quête de records. Lors d'un entretien avec l'AFP, le 4 août 2024 à Skardu au Pakistan il affirme : « ce ne sont pas les records en eux-mêmes qui m'intéressent, ce sont les liens que je crée avec certaines montagnes et notamment le K2. [Ce sommet] a fasciné beaucoup de nations, beaucoup d'alpinistes, et m'a fasciné dès lors que je l'ai vu », raconte-t-il, évoquant « une ambiance un peu mystique propre au K2 ».
Quelques jours plus tard, le 12 août 2024, après le retour des quatre français vainqueurs 2024 du K2 sans oxygène, Alpine Mag révèle une autre première que le milieu de l'alpinisme subodorait dès l'annonce de leur ascension : Benjamin Védrines réalise vers 11 h, en trente minutes jusqu'au camp de base, la première descente en parapente du deuxième sommet le plus haut du monde. Il est  également l'auteur ce jour-là du plus haut vol en parapente jamais réalisé. Après la première descente de l'Everest en parapente par Jean-Marc Boivin le 26 septembre 1988, c'est à nouveau un Français qui signe le premier vol en parapente du K2. « Ce sont des années d'expérience que j'ai mis à profit ce 28 juillet, en combinant alpinisme de vitesse en haute altitude et maîtrise du parapente. Une nouvelle fois, j'ai ressenti d'indescriptibles sensations et émotions ce jour-là » explique Benjamin Védrines. Vers 17 h ce même jour, Liv Sansoz et Bertrand Roche effectuent à leur tour la première descente en parapente biplace du K2 jusqu'au camp de base, précédé par Jean-Yves Fredriksen, seul en parapente jusqu'à 6 600 m, à côté de sa tente, où il récupère son matériel avant la redescente finale. Le secret sur cette première avait été gardé jusqu'au retour des Français. Après l'accident d'un parapentiste sur le glacier du Baltoro, les autorités pakistanaises avaient en effet interdit tout vol en parapente, malgré les autorisations obtenues en amont.
Le 20 août 2024, trois semaines après le K2, Benjamin Védrines réalise la première descente en parapente depuis le très étroit sommet du Grand pic de la Meije pour atterrir à La Grave vingt minutes plus tard.
Du 17 au 21 février 2025, il réalise la première ascension en solo auto-assuré de la voie Base sur la face ouest du petit Dru, (une des voies les plus techniques et engagées du massif du Mont-Blanc, ouverte en 2021 par une équipe du Groupe militaire de haute montagne). Il décrit cette ascension comme « l'une des plus folles » qu'il ait jamais réalisées.
Entre le 29 avril et le 2 mai, il se trouve à Chamonix, en compagnie de Nicolas Jean, pour réaliser la traversée du massif du Mont-Blanc en trois jours, avec un enchaînement remarquable de pentes raides. Ils descendent la face nord de la Lée Blanche, des dômes de Miage et de l’aiguille de Bionnassay le premier jour ; la Brenva, le Gervasutti au Tacul, la rampe nord-est de la pointe Yeld et le couloir nord du col du Tacul le deuxième jour ; puis le couloir Couturier (aiguille Verte), la face nord de l’aiguille d’Argentière et l’éperon Migot au Chardonnet le troisième jour.
Le 24 mai, Benjamin Védrines fait tomber le record du mont Blanc aller-retour depuis l'église de Chamonix, toutes pratiques confondues. Il établit un temps de référence de 4 h 54 min 41 s à ski, devançant Kilian Jornet de trois minutes, détenteur du précédent record (4 h 57), à pied. Le record sera battu de 11 minutes, une semaine plus tard le 31 mai, par William Boffelli .

## Réalisations alpines
- 28 et 29 janvier 2023 : ouverture d'une goulotte de 1 000 m dans la face sud de la barre des Écrins, De l'Or en Barre, avec Nicolas Jean et Julien Cruvellier de Luze[49].
- 15 février 2023 : première ascension hivernale à la journée de la voie Gousseault-Desmaison dans la face nord des Grandes Jorasses avec Léo Billon[50],[51].
- 21 mars 2023 : enchaînement Pelvoux-dôme des Écrins- Meije orientale, des Claux (hameau de Vallouise-Pelvoux) à Villar-d'Arêne en 14 h, avec plus de 6 500 m de dénivelé[52].
- 10 avril 2023 : record de vitesse entre Chamonix et Zermatt en 14 h 54, par l'itinéraire dit de la Haute Route, avec Samuel Équy[53].
- 9 juillet 2023 : ascension de l'intégrale de Peuterey, dans le massif du Mont-Blanc, en solo et en 6 h 51[54].
- 27 juillet 2023 : voie Madier en solo à l'aiguille Dibona dans le massif des Écrins. Temps record de 1 h 24 depuis la vallée[55].
- 29-31 janvier 2024 : trilogie Drus-Droites-Jorasses, avec Léo Billon. Voie des Guides[56] (850 m, ED +, M8 +) aux Drus (première en libre et première à la journée en moins de 10 heures), Rhem-Vimal aux Droites[57] (1 000 m, M7/M8) en 7 h 14, No Siesta[58] (1 100 m, ED +, WI6 M8 X R) dans les Grandes Jorasses en 12 heures[59].
- 18 février 2024 : enchaînement de cinq faces de la montagne des Agneaux (3 664 m) - massif des Écrins, à la journée, avec Nicolas Jean. 6 000 mètres de dénivelé (grimpe et ski), 15 heures[60].
- 21 février 2024 : enchaînement Ailefroide - Pic Sans Nom - Pelvoux avec Nicolas Jean. 5 000 mètres de dénivelé en 14 h 30[61].
- 21 et 22 mars 2024 : tour intégral en ski alpinisme de la vallée de Serre Chevalier : 16 sommets, 110 kilomètres, 11 850 m de dénivelé, et cela en guise d'entraînement pour une expédition au K2[62].
- 26 mai 2024 : première descente à ski avec Nicolas Jean de la voie des Plaques[63] en face nord ouest de l'Ailefroide[64].
- 28 mai 2024 : ouverture d’un nouvel itinéraire en ski extrême avec Nicolas Jean dans la face Nord de l'Ailefroide orientale, 3 847 m. Voie À côté de la plaque, 650 m, 5.5. 4 rappels[65].
- 17-21 février 2025 : répétition de Base (ED4 7a V P3+ M8+), première ascension en solo auto-assuré.
- 24 mai 2025 : record, ski aux pieds, de l'aller-retour au mont Blanc en 4 h 54 min 41 s. Il réalise par la même occasion le record toutes pratiques confondues.

## Réalisations himalayennes
- 2021 : ouverture d'une nouvelle voie en style alpin avec Charles Dubouloz, dans la face nord du Chamlang, À l'ombre du mensonge (In the shadow of lies), du 9 octobre 2021 au 12 octobre 2021[66],[67].
- 2022 : record d'ascension du Broad Peak en 7 h 28 le 19 juillet 2022, sans oxygène, avec redescente en parapente du sommet jusqu'au camp de base[68],[69].
- 2024 : record d'ascension du K2 en 10 heures, 59 minutes et 59 secondes le 28 juillet 2024, sans oxygène[70],[71],[72]. Première descente en parapente depuis le sommet jusqu'au camp de base.

## Tentatives himalayennes
- 2022 : 9 jours après son ascension du Broad Peak, tentative au K2, en style alpin et sans oxygène, puis arrêt durant la montée et sauvetage par une cordée de passage vers 8 400 m, avec mise sous oxygène, après une hypoxie grave provoquant un œdème cérébral[73],[74],[75],[76].
- Juin 2023 : tentative en style alpin au Nanga Parbat avec David Goettler, par le versant Rupal. Demi-tour à 7 500 m[77].
- Septembre 2024 : tentative en style alpin d'une première de la face nord du Jannu Est avec Léo Billon et Nicolas Jean[78].

## Filmographie
- 2021 : À l’ombre du Chamlang (film de Jérémy Chenal). Documentaire sur l’ouverture d’une nouvelle voie dans la face nord du Chamlang (7 319 m) au Népal[79].
- 2023 : Trilogies (film de Christophe Raylat). Documentaire sur la trilogie hivernale de 2022 des trois faces nord mythiques des Alpes [80].
- 2023 : Edge of Reason (film de Jérémie Chenal). Documentaire sur le record de vitesse au Broad Peak[81].
- Août 2023 : La Madier 1h24 (The North Face). Documentaire sur l'ascension de l'aiguille Dibona en solo intégral[82].
- Novembre 2023 : Raide d'Écrins (film de Benjamin Védrines, Nicolas Jean et Jérémie Chenal). Récit documentaire sur sa traversée à ski du massif des Écrins[83].
- Décembre 2023 : Queyras Express (film de Benjamin Védrines et Jérémie Chenal). Récit documentaire de sa traversée intégrale à ski du massif du Queyras[84].

## Récompenses
- 7 mars 2024 : Benjamin Védrines, lauréat 2024 du prix Alpinisme de la première édition des Trophées de la montagne[85],[86].